# Reinhold Kiehl

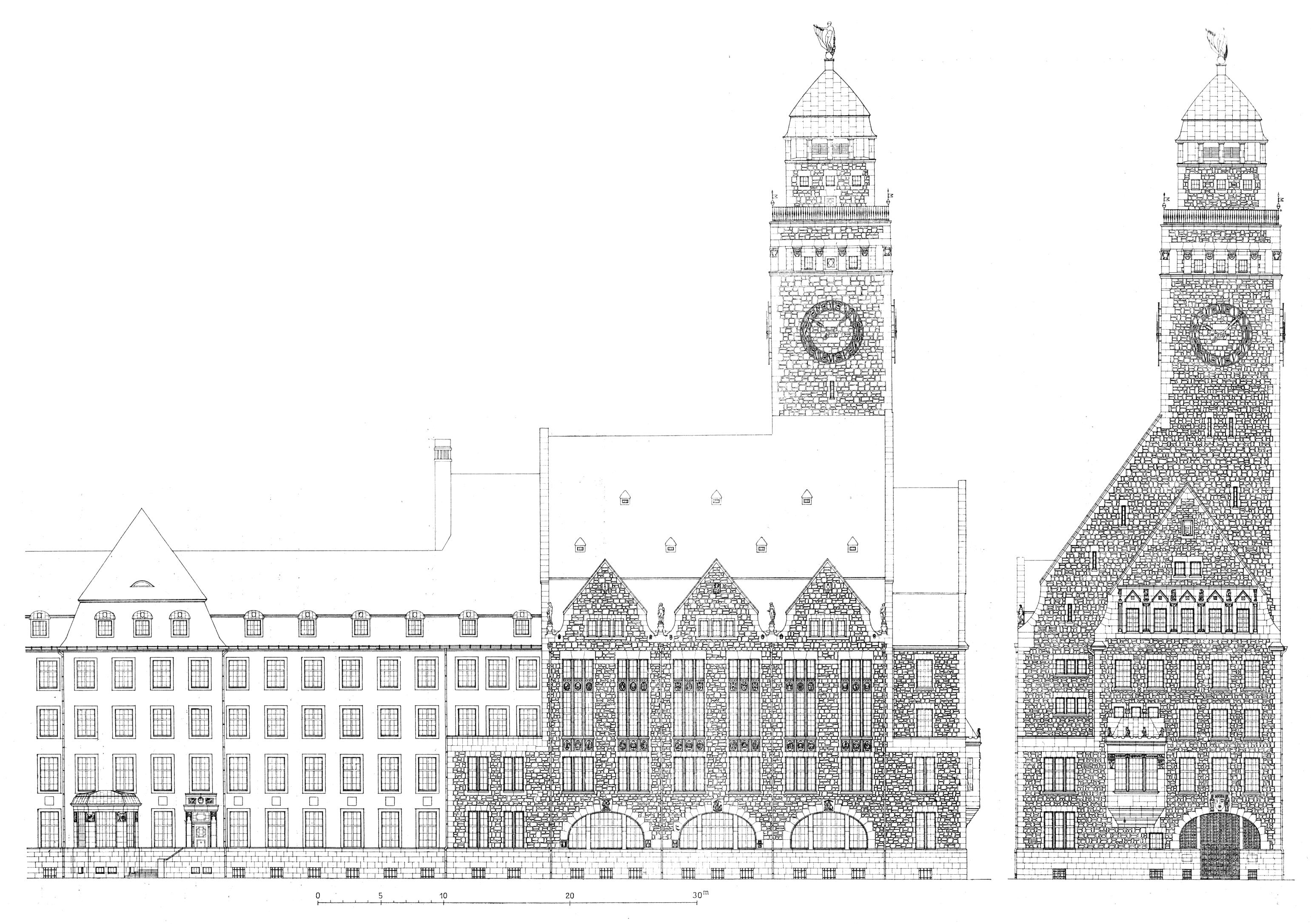
Fassaden des Rathauses von Neukölln, Zeichnung von Reinhold Kiehl

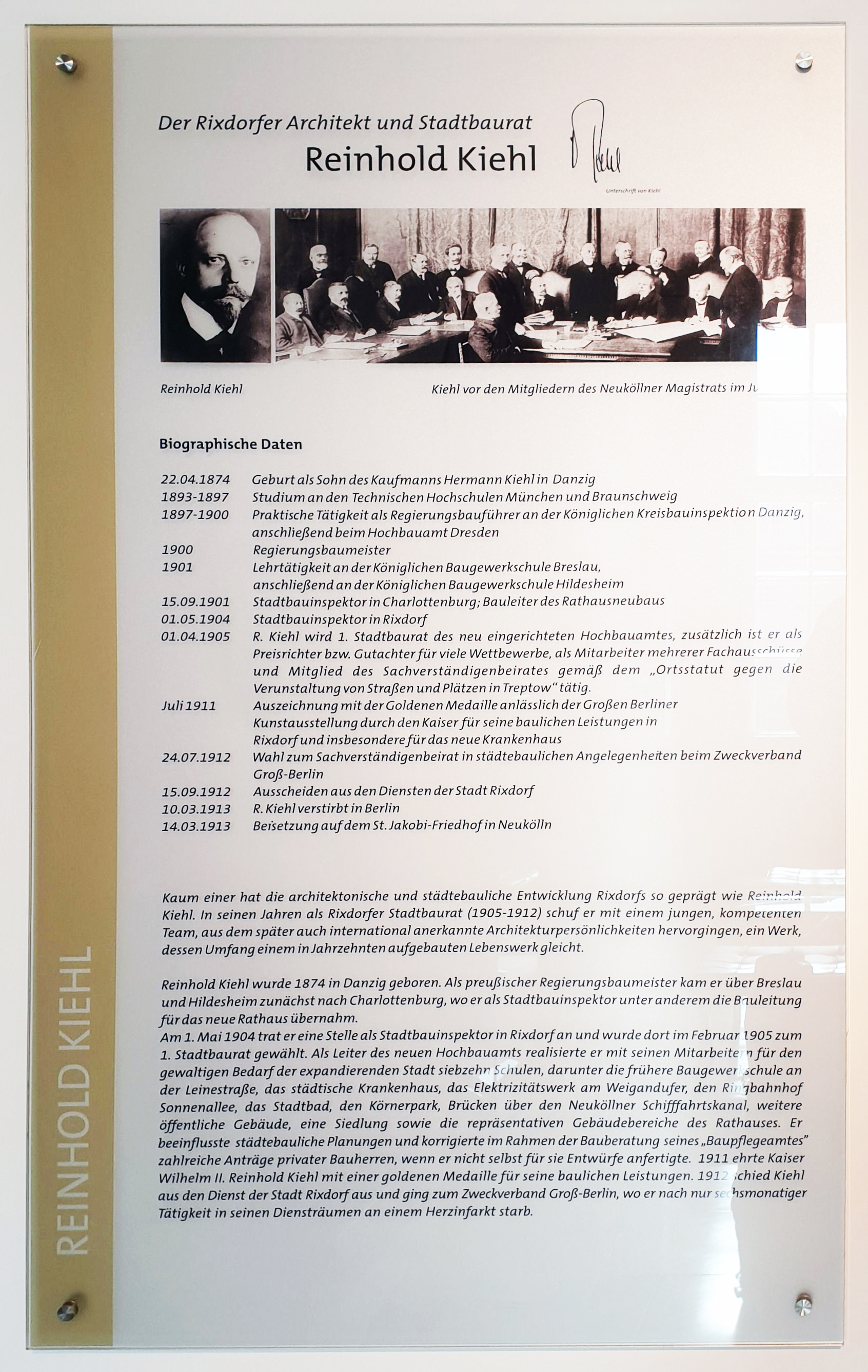
Gedenktafel, Karl-Marx-Straße 83, in Berlin-Neukölln

Reinhold Kiehl (* 22. April 1874 in Danzig; † 10. März 1913 in Neukölln bei Berlin) war ein deutscher Architekt und Baubeamter.

## Leben
Kiehl wuchs als Sohn des Kaufmanns Hermann Kiehl in Danzig auf und legte Ostern 1893 das Abitur am Königlichen Gymnasium zu Danzig mit der Note „gut“ ab.
Zum Sommersemester 1893 schrieb sich Kiehl als Studierender des Hochbaus an der Königlich Bayerischen Technischen Hochschule in München und zum Wintersemester 1893/1894 im Fach Hochbau an der Herzoglichen Technischen Hochschule Carolo Wilhelmina zu Braunschweig ein.
Im Jahre 1896 bestand Kiehl als Candidat des Baufachs die Vorprüfung, und ein Jahr später wurde dem Studenten Reinhold Kiehl ein Stipendium aus der Allgemeinen Jubiläums-Stiftung verliehen. Im November 1897 bestand der Candidat Reinhold Kiehl die erste Hauptprüfung im Fach Hochbau und daraufhin wurde ihm von der Hochschule das Ottmer-Stipendium verliehen.
Im Dezember 1897 begann Kiehl seine praktische Tätigkeit als Regierungsbauführer (Referendar) bei der staatlichen Kreisbaudirektion in Danzig, anschließend beim städtischen Hochbauamt Dresden. Es folgte eine Bauleitertätigkeit beim Erweiterungsbau der Technischen Hochschule Charlottenburg und eine Anstellung bei der Königlichen Ministerialkommission.
Im Jahre 1899 nahm Reinhold Kiehl erfolgreich am Schinkel-Wettbewerb des Architekten- und Ingenieurvereins zu Berlin teil. Das Thema lautete: Entwurf eines Fest- und Gesellschaftshauses für die Deutsche Marine. Die Arbeit wurde als häusliche Probearbeit für die Prüfung zum Regierungsbaumeister (Assessor) anerkannt.
Im Dezember 1900 legte Kiehl erfolgreich die Prüfung zum Regierungsbaumeister ab. Im Jahr 1901 wurde er erst Lehrer an der Königlichen Baugewerkschule zu Breslau, anschließend an der Königlichen Baugewerkschule Hildesheim.
Am 15. September 1901 wurde Kiehl zum Stadtbauinspektor in Charlottenburg bei Berlin ernannt und wurde zum Bauleiter zur Errichtung des von Heinrich Reinhardt und Georg Süßenguth projektierten Neubaus des Charlottenburger Rathauses bestimmt.
Im November 1903 nahm Kiehl erfolgreich an der sogenannten Monatskonkurrenz des Architekten- und Ingenieurvereins zu Berlin teil. Sein Entwurf für eine Dorfschmiede wurde preisgekrönt. Im April 1904 erhielt er ein weiteres Mal in einer Monatskonkurrenz einen Preis für den Entwurf eines Ateliergebäudes. Nebenberuflich war er in dieser Zeit als Assistent beim Geheimen Baurat Prof. Koch, im Fach Baukonstruktionslehre und innerer Ausbau an der Technischen Hochschule Charlottenburg tätig.
Am 1. Mai 1904 wurde Reinhold Kiehl zum Stadtbauinspektor in Rixdorf bei Berlin – dem heutigen Berliner Bezirk Neukölln – ernannt und am 23. Februar 1905 von der Rixdorfer Stadtverordnetenversammlung für 12 Jahre zum ersten Stadtbaurat und Leiter des neuen Rixdorfer Hochbauamtes gewählt. Bewährte Mitarbeiter, wie die Stadtbauinspektoren Heinrich Höhle, Eduard Jüngerich und Josef Redlich sowie der Leiter der Entwurfsabteilung John Martens verhalfen Stadtbaurat Kiehl und dem Rixdorfer Hochbauamt reichsweit zu einem sehr guten Ruf. Aus diesem Grunde kamen junge Architekten, wie Ludwig Mies (ab 1920 nannte er sich Ludwig Mies van der Rohe), die Brüder Max Taut und Bruno Taut, Franz Hoffmann, Max Kemper u. a. in das gut beleumdete Bauamt.

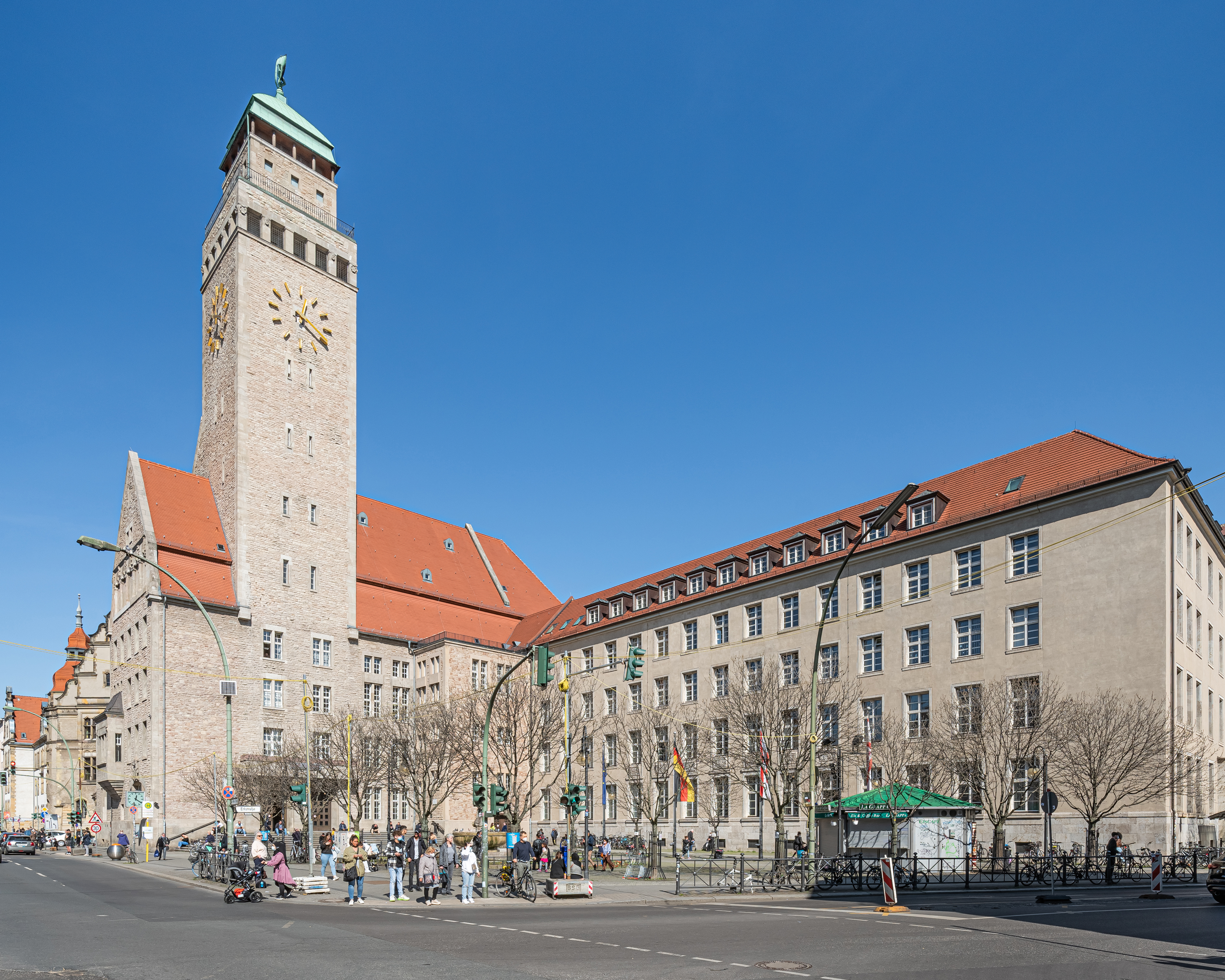
Rathaus Neukölln

Neben seiner Tätigkeit als Stadtbaurat war Kiehl in dieser Zeit als Preisrichter bzw. Gutachter in vielen Wettbewerben tätig. Er wurde in mehrere Fachausschüsse berufen, wurde Mitglied des Sachverständigenbeirats gemäß dem Ortsstatut gegen die Verunstaltung von Straßen und Plätze in Teltow.
Im Juli 1911 erhielt Reinhold Kiehl die Goldene Medaille während der Großen Berliner Kunstausstellung durch Kaiser Wilhelm II. für seine baulichen Leistungen in Rixdorf bei Berlin, Kreis Teltow; wohl aber vor allem für sein neues Rixdorfer Krankenhaus (heute: Vivantes-Klinikum Neukölln).
Am 24. Juli 1912 wurde Stadtbaurat Kiehl mit großer Stimmenmehrheit zum Sachverständigenbeirat in städtebaulichen Angelegenheiten beim Zweckverband Groß-Berlin gewählt. Daraufhin schied er offiziell am 15. September 1912 aus den Diensten der Stadt Rixdorf aus.
Nachfolger als Stadtbaurat von Neukölln wurde der in Darmstadt geborene Stadtbauinspektor Heinrich Best, der viele von Kiehl projektierte Bauten beendete. Hierzu zählen als bekannte Bauten das Rathaus Neukölln und das Stadtbad Neukölln.

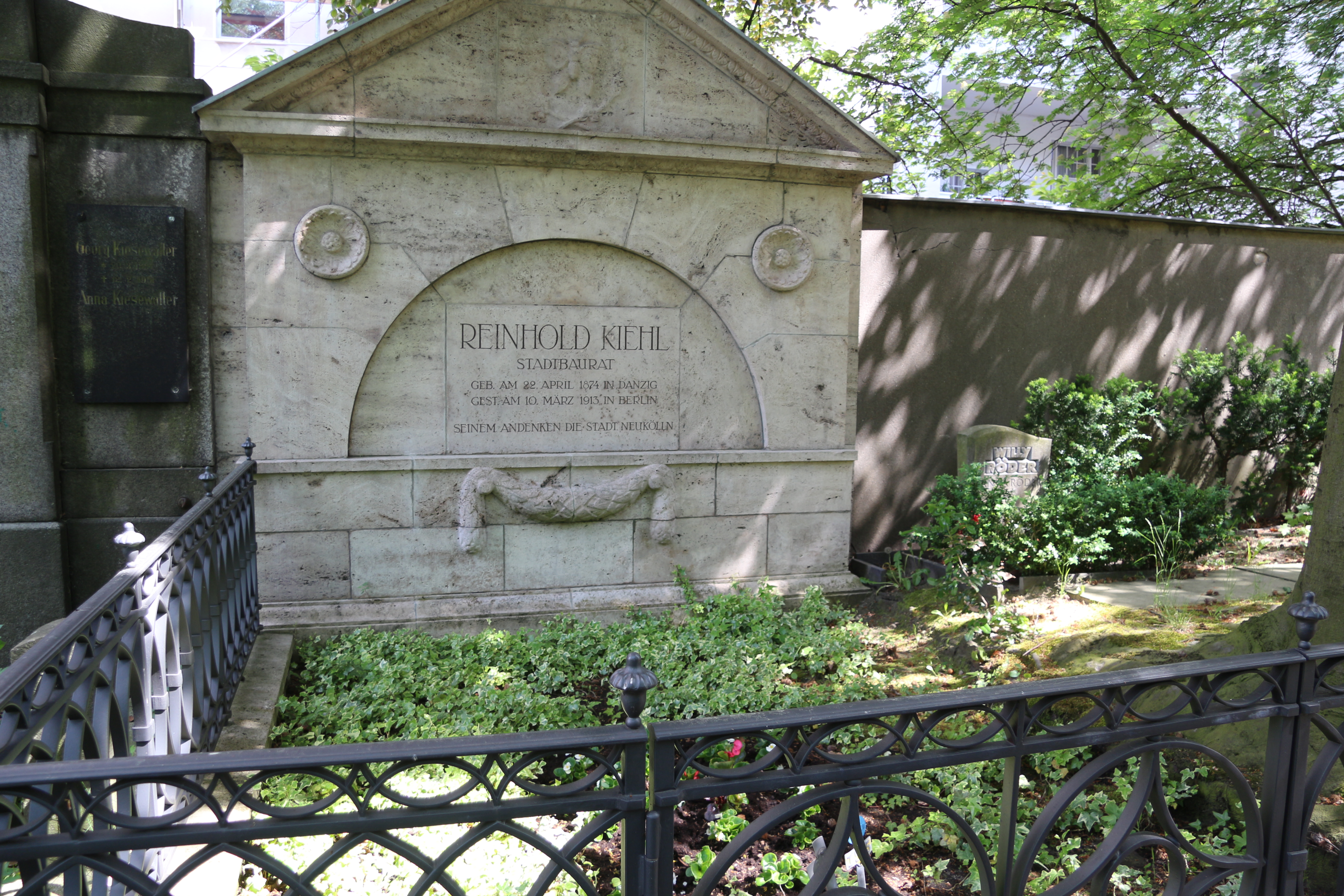
Grab Reinhold Kiehls

Am 10. März 1913 starb Reinhold Kiehl infolge eines Herzschlags in den Diensträumen des Zweckverbandes Groß-Berlin bei Ausübung seiner Tätigkeit. Die Beisetzung fand am 14. März 1913 auf dem St.-Jacobi-Kirchhof I in Neukölln in der Berliner Straße 2–6 (heute Karl-Marx-Straße) statt. Der Grabstein, der von dem in der Entwurfsabteilung des Hochbauamtes Neukölln als Architekt tätigen Johannes Borgwardt gestaltet wurde, trägt den Schriftzug „SEINEM ANDENKEN DIE STADT NEUKÖLLN“. Die Grabstätte befindet sich im Feld JEB-13, G3.
Als weitere Würdigung seines Schaffens wurde das Köllnische Ufer des Neuköllner Schifffahrtskanals im Jahr 1934 in Kiehlufer umbenannt.

## Bauten und Entwürfe

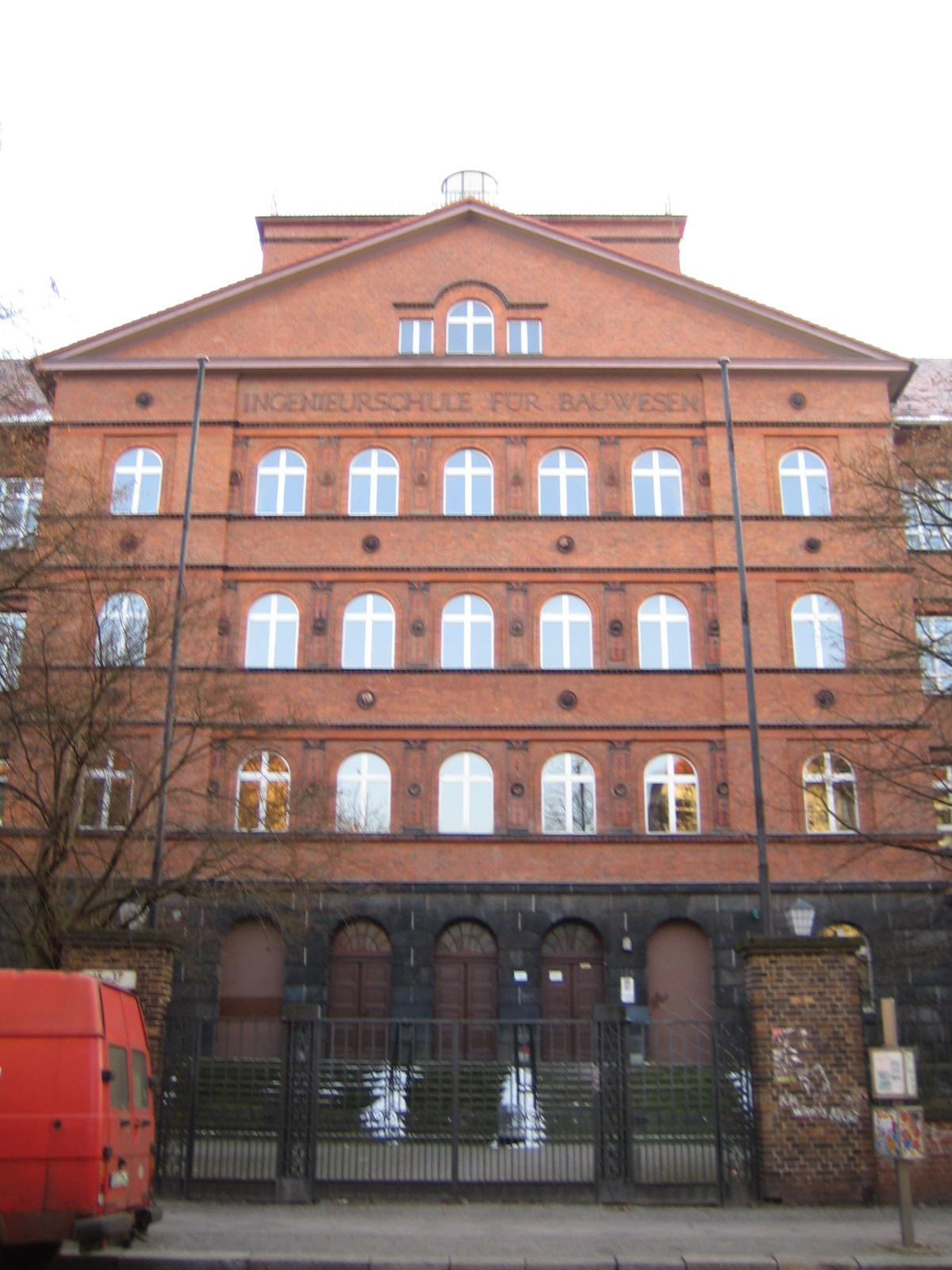
Gebäude der Baugewerkschule von 1914

- 1901–1904: Bauleitung für das Rathaus Charlottenburg
- 1909: Rathaus Neukölln, damals Rixdorf
- 1910: Trinkhalle (heute: Imbiss) am Richardplatz, Rixdorf
- 1912–1914: Stadtbad Neukölln (mit Heinrich Best)
- 1913–1914: Königlich Preußische Baugewerkschule Neukölln (Bauausführung durch Heinrich Best;[2] später Ingenieurschule für Bauwesen, heute Carl-Legien-Oberschule)
- 1902–1910: Krankenhaus Neukölln (Buckow), Rudower Straße 56 (heute Vivantes Klinikum Neukölln)
- 1906–1907: Höhere Mädchenschule (heute Albert-Schweitzer-Schule), Karl-Marx-Straße (mit John Martens)
- 1910–1912: Friedhofskapelle und Verwaltungsgebäude des evangelischen Alten St.-Jacobi-Friedhofs, Karl-Marx-Straße 4–10
- 1911: Albrecht-Dürer-Schule, Emser Straße 133–137 (mit John Martens)
- 1911: Kraftwerk, Weigandufer 45–49
- 1912: Empfangsgebäude des S-Bahnhofs Kaiser-Friedrich-Straße (heute Bahnhof Berlin Sonnenallee)
- 1914: Orangerie im Körnerpark (heute Galerie)